# Olsztyn (comune rurale)
Olsztyn è un comune rurale polacco del distretto di Częstochowa, nel voivodato della Slesia.
Ricopre una superficie di 108,82 km² e nel 2004 contava 6 934 abitanti.
Il capoluogo è Olsztyn, da non confondersi con la città omonima del voivodato della Varmia-Masuria.